# Paçó
Paçó es una freguesia portuguesa del municipio de Vinhais, con 16,92 km² de superficie y 236 habitantes (2001). Su densidad de población es de 13,9 hab/km².